# Karosseriebauunternehmen

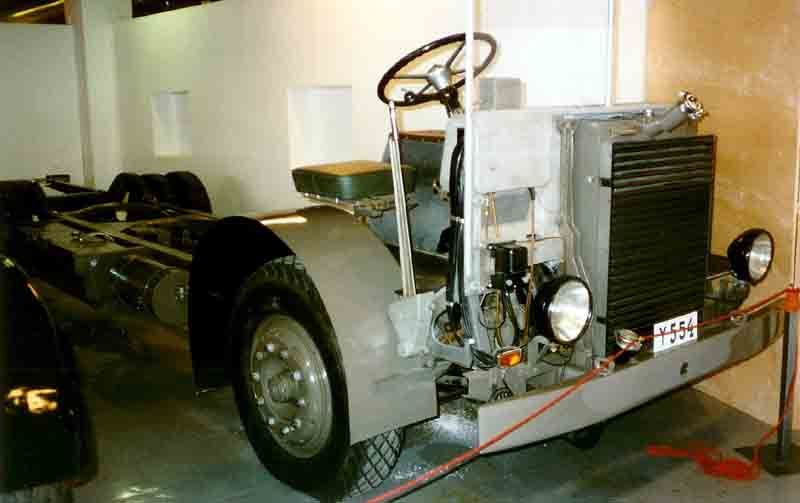
Scania-Vabis-Fahrgestell von 1939. Aufbauten und Fahrerhäuser wurden beim Omnibus und Lkw bis in die 1960er Jahre vielfach von Karosseriebauunternehmen hergestellt

Ein Karosseriebauunternehmen beschäftigt sich mit dem Bau, dem Umbau oder der Reparatur von Karosserien für Automobile oder Anhänger und Auflieger. 

## Neubau, Um- und Aufbauten
- Neubau: Das Unternehmen bezieht in der Regel die Chassis und Antriebselemente von Automobilherstellern und setzt eigene Karosserien darauf. Dies geschah bei Pkw vor allem bis in die 1940er Jahre, vor der Entwicklung der selbsttragenden Karosserie. Heutzutage geschieht es vor allem bei Bussen, Wohnmobilen und Spezialaufbauten für Lkw (z. B. Möbelwagen, Feuerwehrfahrzeuge).
- Umbau: Das Unternehmen bezieht komplette Fahrzeuge und baut diese in Modelle um, die der ursprüngliche Automobilhersteller nicht anbietet, zum Beispiel Kombis, Krankentransportwagen, Leichenwagen oder Stretch-Limousinen. Eine spezielle Form ist die nachträgliche Panzerung von Fahrzeugen.

In der Vergangenheit gab es eine große Anzahl von Karosseriebauunternehmen, die im Pkw-Sektor tätig waren, ihre Blütezeit erlebten diese Unternehmen während der 1920er und frühen 1930er Jahre. Sie karossierten Fahrzeuge oft auch im Auftrag eines Automobilherstellers.
Durch den Übergang zu selbsttragenden Karosserien wurde es jedoch schwierig oder unmöglich, Karosserien auf fremde Fahrgestelle zu montieren, so dass viele Karosseriebauunternehmen in Konkurs gingen.
Karosseriebauunternehmen fertigen häufig Nischenfahrzeuge, die die großen Automobilfirmen durch eine andere Auslegung der Produktion nicht fertigen können. So wurden und werden häufig Coupés und Cabriolets von externen Firmen gebaut, beispielsweise Heuliez, Bertone und Karmann, die Cabriolets für zahlreiche Marken fertigen, oder Pininfarina, die Kombis und Geländewagen gefertigt haben. Häufig übernehmen Karosseriebaufirmen auch große Teile der Entwicklungsarbeit an den Modellen, wie etwa das Design oder die Mechanik eines Dachs.
Zunehmend entwickeln und fertigen die großen Automobilkonzerne auch Kleinserien und Nischenmodelle selbst, so dass zahlreiche Karosseriebauunternehmen die Fahrzeugfertigung einstellten, so beispielsweise Baur, Matra und Maggiora, Karmann wurde nach einer Insolvenz von VW übernommen.

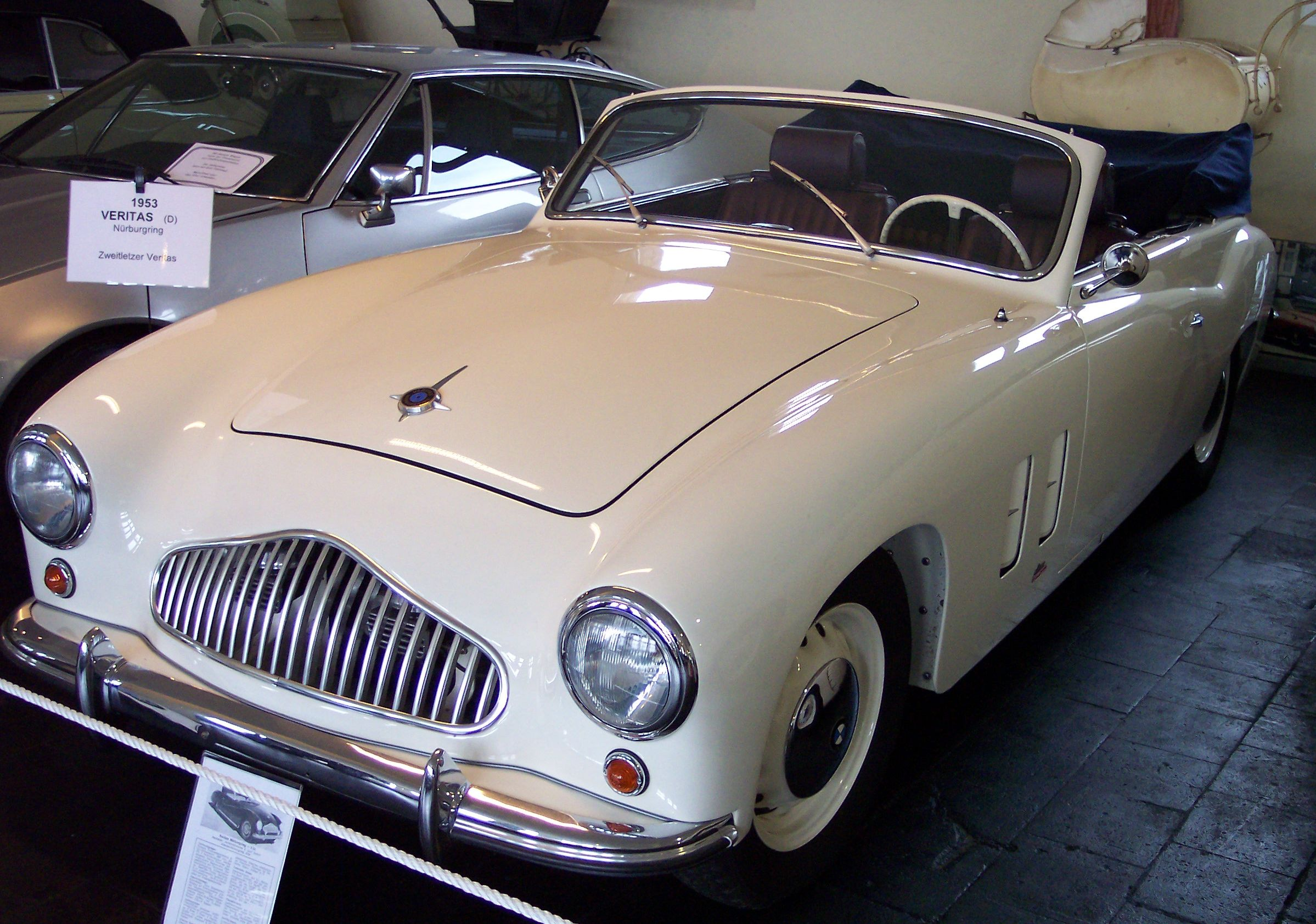
Der Veritas Nürburgring von 1953 mit Spohn-Karosserie
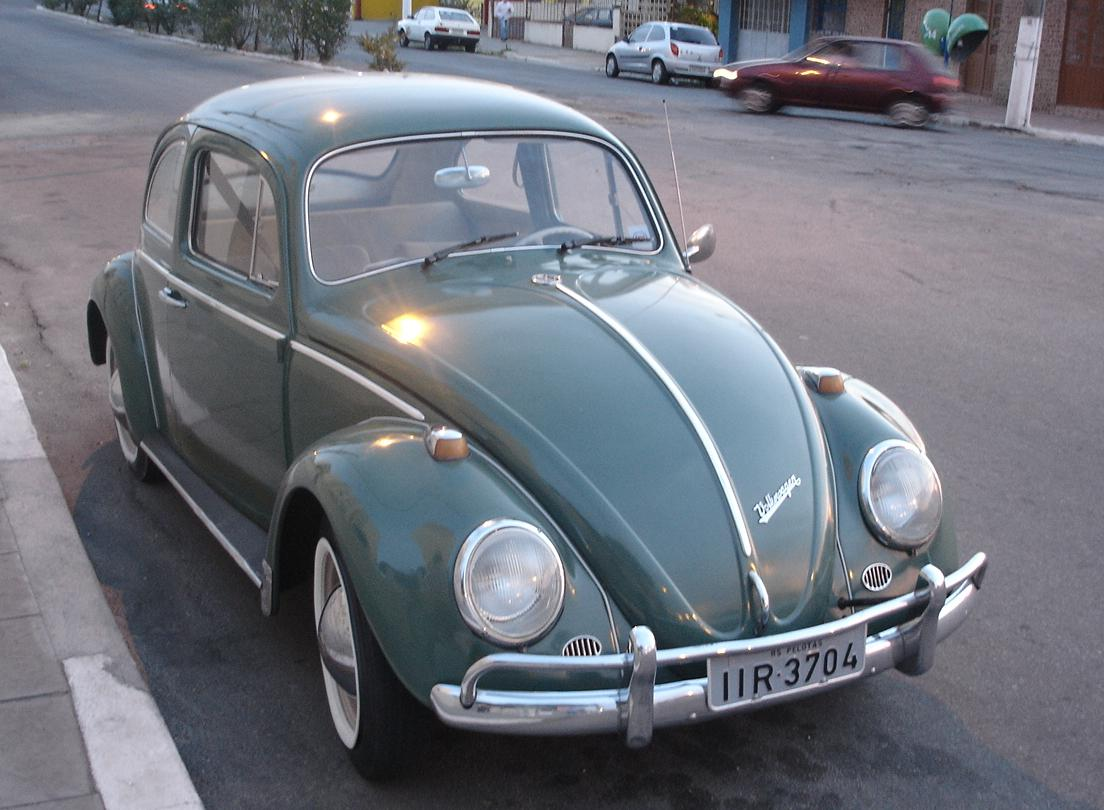
Serie: VW Käfer …
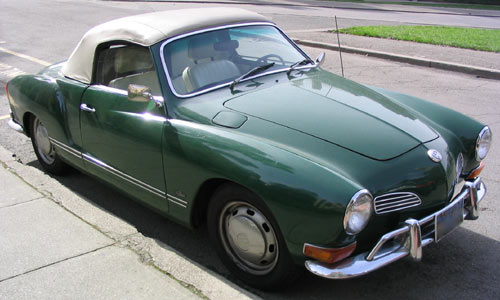
… und Karosserie eines anderen Herstellers: VW Karmann-Ghia
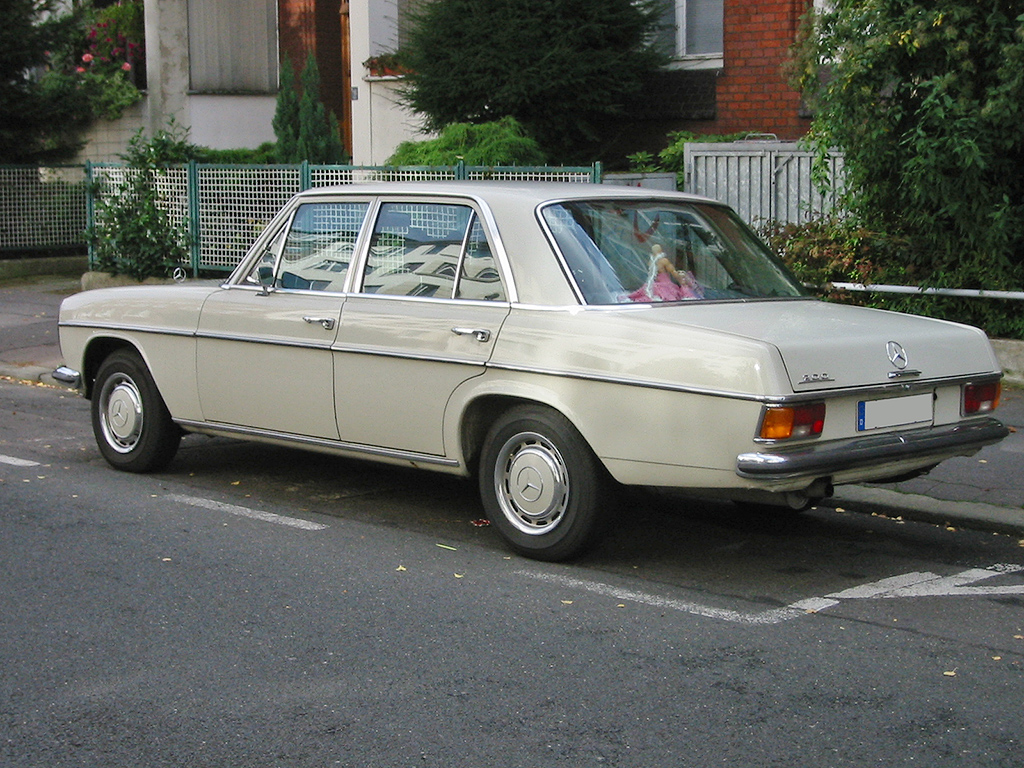
Vorher: Mercedes-Benz W115
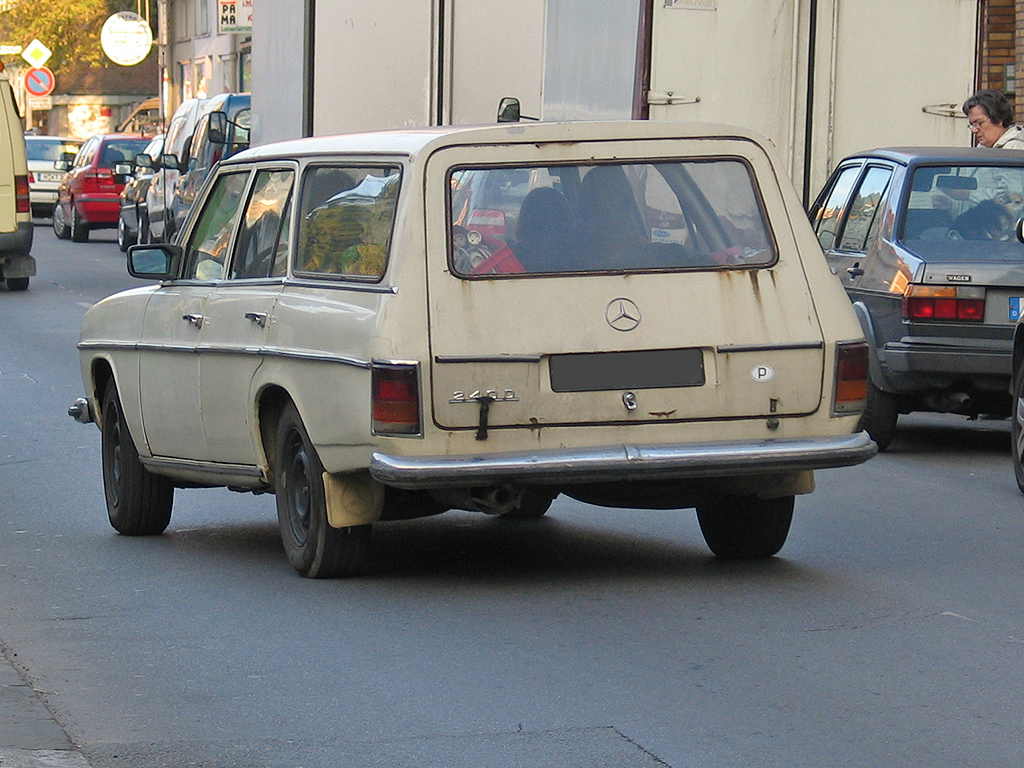
… und nachher: Zum Kombi umgebauter Mercedes-Benz
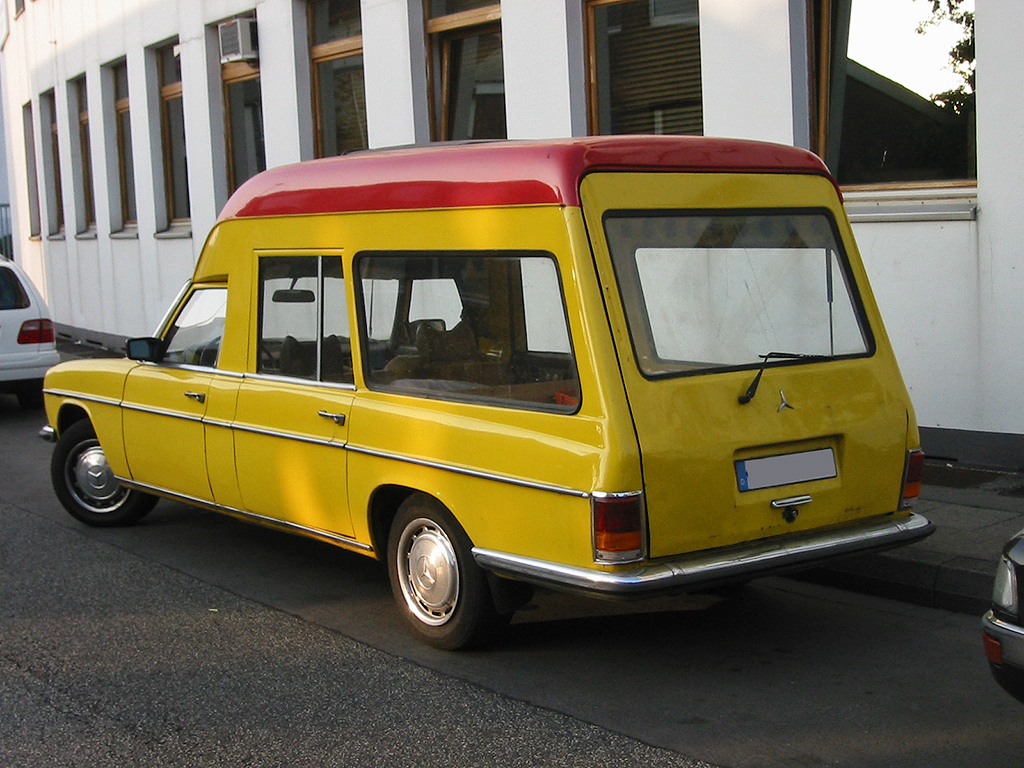
Von Binz zum Krankenwagen umgebauter Mercedes-Benz W115

## Auswahl von Karosseriebauunternehmen
Eine Übersicht über die Hersteller von Automobilaufbauten enthält die Liste von Karosserieherstellern.